# 滝沢中央スマートインターチェンジ

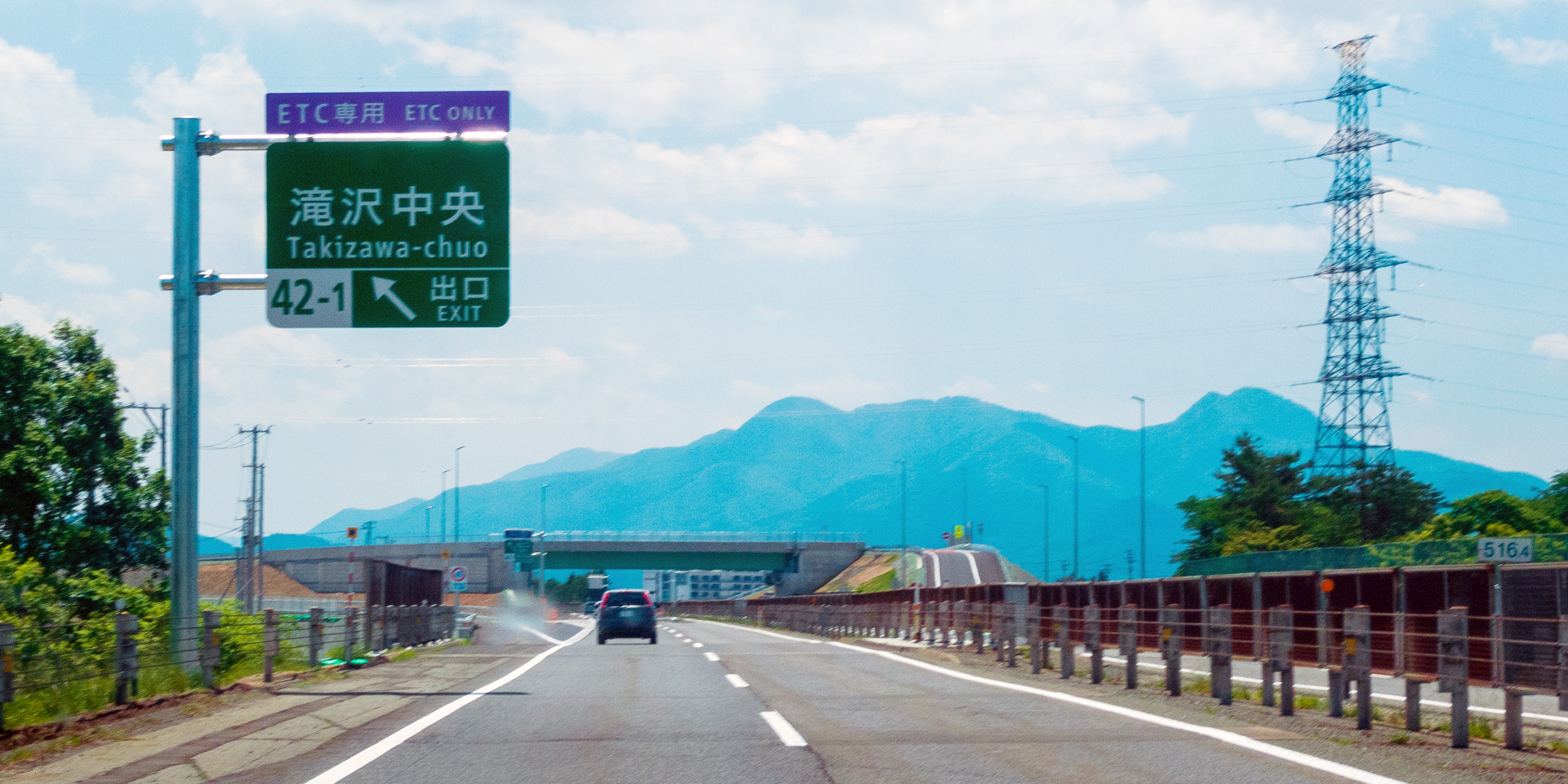
上り線出口

滝沢中央スマートインターチェンジ（たきざわちゅうおうスマートインターチェンジ）は、岩手県滝沢市高屋敷平にある、東北自動車道のスマートインターチェンジ。

## 概要
本線直結型で利用可能車種はETC搭載の全車種で24時間運用。上下線ともに出入可となっている。

## 道路
- E4 東北自動車道（42-1番）

直接接続
- 市道茨島土沢線

## 沿革
- 2013年（平成25年）6月11日：連結許可[1]。
- 2017年（平成29年）
  - 3月5日：IC名称が「滝沢南スマートIC（仮称）」から「滝沢中央スマートIC」に正式決定[2]。
  - 6月24日：着工[3]。
- 2019年（平成31年）4月20日：供用開始[4][3]。

## 周辺
- 滝沢市役所
- 岩手県立盛岡北高等学校
- 滝沢市立滝沢中学校
- 滝沢市立滝沢小学校
- 盛岡ガス滝沢工場
- ベルジョイス ビッグハウス国分店
- タイヤガーデン盛岡北店
- ドコモショップ盛岡北店
- ミクニ盛岡事業所・滝沢工場

## 隣
E4 東北自動車道
(42) 盛岡IC - (42-1) 滝沢中央SIC - 滝沢PA - (43) 滝沢IC